# Ріхард Євінскі
Ріхард Євінскі (нім. Richard Jewinski; 5 квітня 1887, Бремергафен — 28 травня 1984, Кіль) — німецький офіцер, контрадмірал крігсмаріне (1 лютого 1943).

## Біографія
1 жовтня 1905 року вступив у кайзерліхмаріне. Учасник Першої світової війни, торпедний офіцер різноманітних кораблів. 8 березня 1920 року звільнений у відставку, проте наступного дня повернувся на флот як цивільний службовець сховища загороджувального озброєння у Вільгельмсгафені, потім відділу сховища загороджувального озброєння Кіля в Свінемюнде. 1 липня 1934 року відновлений на дійсній службі і очолив управління загороджувального спорядження Свінемюнде, одночасно консультант із загороджувального озброєння в штабі командира укріплень на узбережжі Померанії.
З 15 листопада 1936 по 1 травня 1942 року — керівник групи інспекції загороджувального озброєння. З 12 травня 1942 року — командир управління загороджувального озброєння Свінемюнде. З 1 жовтня 1943 року — комендант арсеналу загороджувального озброєння Свінемюнде. 5 травня 1945 року взятий в полон союзниками. 22 лютого 1947 року звільнений.

## Нагороди
- Залізний хрест 2-го і 1-го класу
- Почесний хрест ветерана війни з мечами
- Медаль «За вислугу років у Вермахті» 4-го, 3-го, 2-го і 1-го класу (25 років)
- Хрест Воєнних заслуг 2-го класу з мечами